# Gymnophyton robustum
Gymnophyton robustum är en flockblommig växtart som beskrevs av Dominique Clos. Gymnophyton robustum ingår i släktet Gymnophyton och familjen flockblommiga växter. Inga underarter finns listade i Catalogue of Life.